# یواس‌اس نشویل (سی‌ال-۴۳)
یواس‌اس نشویل (سی‌ال-۴۳) (به انگلیسی: USS Nashville (CL-43)) یک کشتی بود که طول آن ۶۰۸ فوت ۴ اینچ (۱۸۵٫۴۲ متر) بود. این کشتی در سال ۱۹۳۷ ساخته شد.